# Callerebia kuatunensisi
Callerebia kuatunensisi är en fjärilsart som beskrevs av Clayton Dissinger Mell 1939. Callerebia kuatunensisi ingår i släktet Callerebia och familjen praktfjärilar. Inga underarter finns listade i Catalogue of Life.